# Grzybowiec (Tatry)

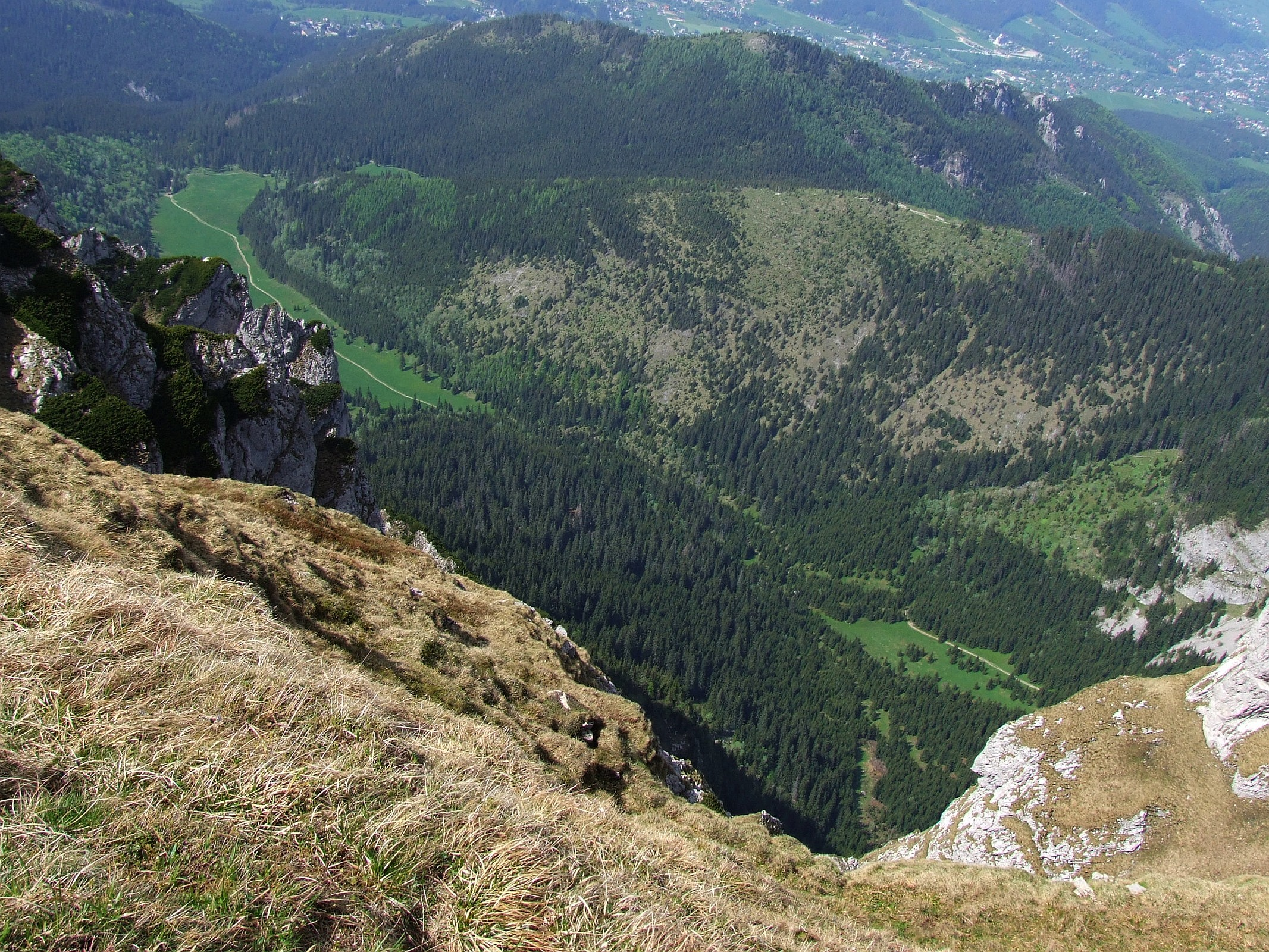
Grzybowiec po prawej stronie Doliny Małej Łąki. Nad nim Łysanki

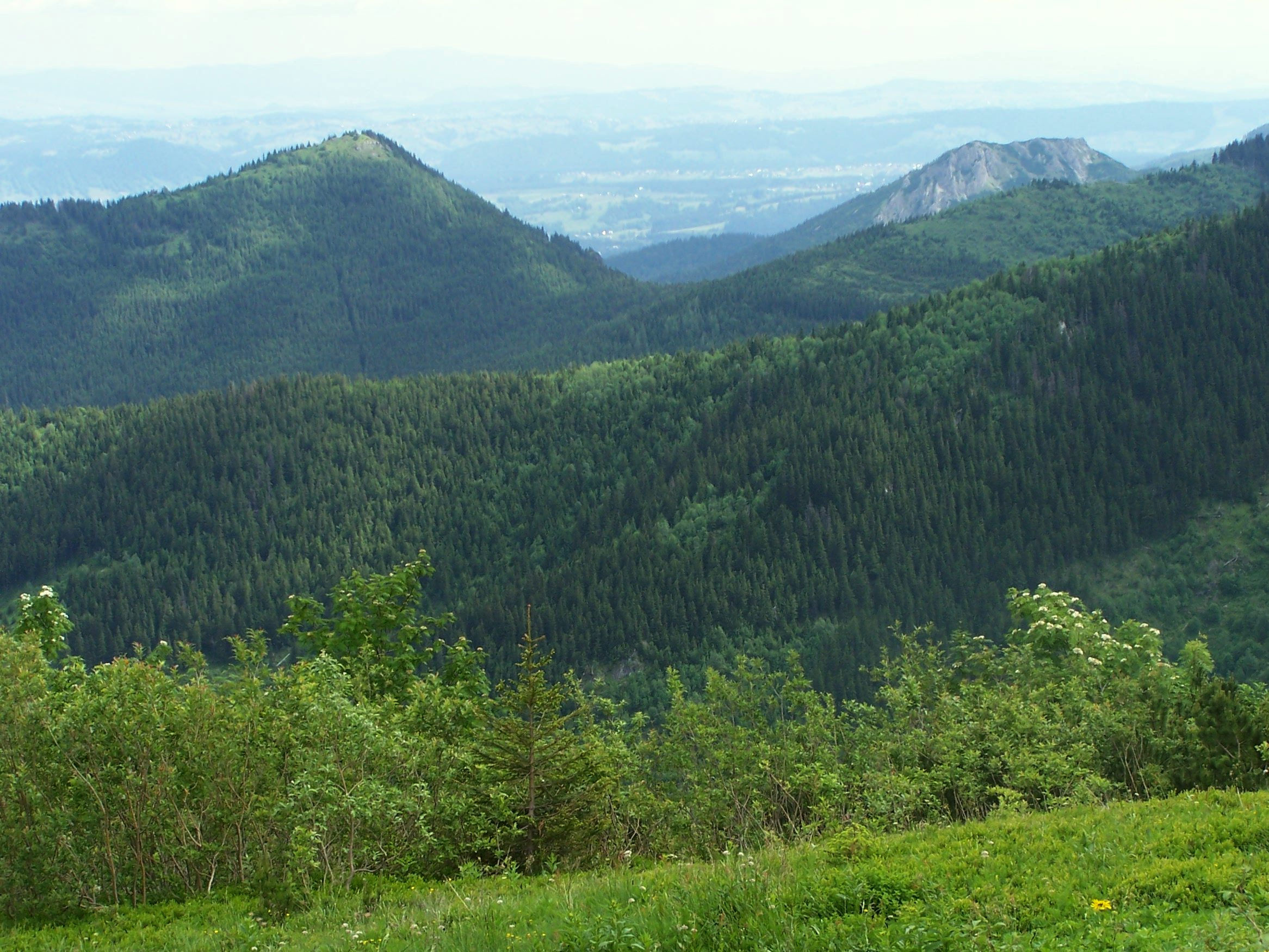
Od lewej: Łysanki, Przełęcz w Grzybowcu i dolna część Grzybowca. W głębi Sarnia Skała. Na pierwszym planie Skoruśniak

Grzybowiec – wzniesienie reglowe w Tatrach Zachodnich pomiędzy Małym Giewontem, od którego oddzielone jest przełęczą Bacuch i Łysankami. Od południowej strony jego zbocza opadają do Doliny Małej Łąki, od strony północnej (tzw. Wielki Bacuch i Mały Bacuch) do Doliny Strążyskiej i Doliny Grzybowieckiej. Od leżącego na północ od niego wzniesienia Łysanek oddzielony jest Przełęczą w Grzybowcu.
Nazwa jest stara, pochodzenia ludowego i pochodzi zapewne od obfitości grzybów. W lasach Grzybowca odbywają się tokowiska głuszców. Znaczna część grzbietu jest niezalesiona. Z górnej części widoki w kierunku południowym na Czerwone Wierchy, Wielką Turnię i leżącą w dole Dolinę Małej Łąki. W górnej części Grzybowca w południowych zboczach urwiste żleby opadające do Doliny Małej Łąki. W zimie 1996 r. na oblodzonej ścieżce pośliznęło się kilku młodych turystów, w efekcie dwóch zginęło, dwóch odniosło ciężkie obrażenia.
Górna część grzbietu Grzybowca to tzw. Bacug (1507 m n.p.m.). Szlak turystyczny nie prowadzi po jego grani, lecz trawersuje go po południowej stronie. Nazwa pochodzi prawdopodobnie od niemieckiego słowa Bahnzug, oznaczającego linowy wyciąg w istniejącej tu w bardzo dawnych czasach kopalni. W rejonie Giewontu istniały wówczas kopalnie, w których pracowali niemieccy górnicy (według Wielkiej encyklopedii tatrzańskiej prawidłowa nazwa to Bacuch).
Z rzadkich roślin na Grzybowcu występuje szarota Hoppego – gatunek w Polsce występujący tylko w Tatrach i to w niewielu miejscach.

## Szlaki turystyczne
z Zakopanego przez Dolinę Strążyską, Przełęcz w Grzybowcu, Grzybowiec i Siodło na Giewont. Czas przejścia 3:30 h, ↓ 2:45 h